# Лоренцо Ґавотті
Лоренцо Ґавотті O.Theat. (італ. Lorenzo Gavotti; 1595, Савона - 9 серпня 1679, Рим) — католицький єпископ з Італії, церковний дипломат. Походив зі визначної савонської родини, яка у 1626 отримала права генуезького патриціату. Вступив у Римі до конґреґації театинців близько 1617, став пробстом Сант Андреа делла Валле. 20 червня 1633 був призначений папою Урбаном VIII єпископом Вентімільї де відзначився піклуванням про підняття рівня теологічної освіти у своїй єпархії, а також про загальний стан духівництва. У 1643 став нунцієм у Швейцарії й перебував у Люцерні до 1646. На цьому посту безрезультатно намагався бути посередником між єпископом Комо і католицькими кантонами у суперечці щодо духовного імунітету та церковної юрисдикції над тічінськими бальяжами. Протидіючи проіспанським симпатіям капуцинів не дозволив вступити швейцарським кантонам у Тридцятирічну війну, одночасно у Граубюндені мав проблеми з профранцузьки налаштованим єпископом Кура Йоганом Флюґі фон Аспермотом. Після повернення до свого діоцезу він продовжив свої реформи у тридентському дусі, але вимушений був від'їхати до Риму через конфлікт з місцевими нобілями. 27 січня 1653 він пішов у відставку та став каноніком Санта-Марія-Маджоре, а також асистентом Апостольської камери, в ранзі якого займався канонізаціями. Також він посвячував 16 листопада 1660 церкву Римського університету Сант Іво алла Сапієнца.